# Hedysarum papillosum
Hedysarum papillosum är en ärtväxtart som beskrevs av Pierre Edmond Boissier. Hedysarum papillosum ingår i släktet buskväpplingar, och familjen ärtväxter. Inga underarter finns listade i Catalogue of Life.